# Michał (Gribanowski)
Michał, imię świeckie Michaił Gribanowski (ur. 21 października?/2 listopada 1856, zm. 7 sierpnia?/19 sierpnia 1898 na Krymie) – rosyjski biskup prawosławny.
Był synem kapłana prawosławnego. W 1880, po ukończeniu seminarium duchownego w Tambowie, podjął studia w Petersburskiej Akademii Duchownej. 14 stycznia 1884 złożył wieczyste śluby mnisze, po czym 29 stycznia przyjął święcenia diakońskie, zaś 8 maja – kapłańskie. W tym samym roku uzyskał tytuł kandydata nauk teologicznych. Został zatrudniony jako wykładowca Akademii, zaś od 1887 także jako p.o. jej inspektora. W 1888 uzyskał tytuł magistra nauk teologicznych. W tym samym roku został podniesiony do godności archimandryty i na stałe mianowany inspektorem Akademii. W latach 1890–1894 był kapelanem cerkwi przy ambasadzie rosyjskiej w Atenach.
6 sierpnia 1894 miała miejsce jego chirotonia na biskupa pryłuckiego, wikariusza eparchii połtawskiej. Od 1895 do 1897 był wikariuszem eparchii tulskiej z tytułem biskupa kaszyrskiego. W 1897 mianowany biskupem taurydzkim i symferopolskim, zmarł po roku na gruźlicę.